# Wang Xinyu (Fußballspieler)
Wang Xinyu (* 7. August 2001 in der Präfektur Osaka, Japan) ist ein chinesischer Fußballspieler. 

## Karriere
Wang Xinyu erlernte das Fußballspielen in der Jugendmannschaft von Gamba Osaka. Die erste Mannschaft von Gamba spielte in der ersten japanischen Liga, die U23-Mannschaft trat in der dritten Liga an. 2019 absolvierte er als Jugendspieler ein Spiel in der U23. Hier kam er am 1. September 2019 im Heimspiel gegen den Fukushima United FC zum Einsatz. In der 90.+1 Minute wurde er für Kōsei Tani eingewechselt. Am 1. April 2020 wechselte er in die Universitätsmannschaft der Komazawa-Universität.